# Duane Vermeulen
Pour les articles homonymes, voir Vermeulen.

a Compétitions nationales et continentales officielles uniquement.

b Matchs officiels uniquement.
Dernière mise à jour le 8 novembre 2023.
Daniel Johannes 'Duane' Vermeulen, né le 3 juillet 1986 à Nelspruit, est un joueur international sud-africain de rugby à XV évoluant au poste de troisième ligne centre ou plus rarement de troisième ligne aile.
Avec sa sélection après avoir terminé à la troisième place de la Coupe du monde 2015, il est champion du monde 2019 et désigné meilleur joueur de la finale remportée 32-12 face à l'Angleterre le 2 novembre 2019 à Yokohama. Il est à nouveau champion du monde en 2023 et arrête sa carrière quelques jours après ce titre.
Après une carrière en club en Afrique du Sud ponctuée de deux victoires en Currie Cup, avec les Free State Cheetahs, et la Western Province, et neuf saisons de Super Rugby avec les franchises des Cheetahs puis des Stormers, Duane Vermeulen poursuit sa carrière en France au sein de l'effectif du RC Toulon, dans le championnat de France Top 14 de 2015 à 2018. Il rejoint ensuite le Japon et les Kubota Spears jusqu'en 2020, puis il retourne en Afrique du Sud au sein des Bulls et des Blue Bulls. Il termine ensuite sa carrière au sein de la province irlandaise de l'Ulster en United Rugby Championship de 2021 à 2023.

## Biographie
Duane Vermeulen commence sa carrière en jouant pour les Free State Cheetahs en Currie Cup puis par la suite pour les Cheetahs, en Super 14 lors de la saison 2007.
En 2009, Il suit son ancien entraîneur Johan Erasmus pour rejoindre la ville du Cap, pour évoluer avec la Western Province en Currie Cup et avec les Stormers en Super 14.
Bien que la saison 2010 de Super 14 soit difficile pour les Stormers, ces derniers, deuxième de la saison régulière, atteignent la finale en battant la franchise australienne des Waratahs sur le score de 25 à 6 puis s'inclinent face à une autre équipe sud-africaine, les Bulls sur le score de 25 à 17.
Avant sa première cape internationale, il représente l'Afrique du Sud au deuxième niveau du rugby international, apparaissant pour l'équipe espoirs des Springboks, équipe connue sous le terme Emerging Springboks. Avec celle-ci, il participe à une rencontre contre les Lions britanniques et irlandais lors de la tournée de ces derniers en 2009, rencontre terminée sur le score de 13 partout.
Après des blessures au genou, en 2011, puis en avril 2012, blessure qui le laisse en dehors des terrains jusqu'en juillet, et une saison où il ne dispute que huit rencontres, il est retenu par Heyneke Meyer, le sélectionneur sud-africain, pour disputer le Rugby Championship. il obtient sa première sélection lors de la troisième journée contre l'Australie le 8 septembre 2012 à Perth, défaite 26 à 19. Il dispute les trois dernières rencontres, deux défaites contre la Nouvelle-Zélande et une victoire contre l'Australie. Avec les Springboks, il dispute également trois tests en novembre, trois victoires face à l'Irlande, l'Écosse et l'Angleterre.
En mai 2013, il est de nouveau blessé au genou, à l'occasion d'une rencontre face aux Waratshs en Super 15. Il dispute un total de dix rencontres avec les Stormers. Lors de cette année 2013, il dispute neuf matchs avec les Springboks, six dans le cadre du Rugby Championship, inscrivant son premier essai sous le maillot sud-africain lors d'une victoire à Johannesburg contre l'Argentine. Il dispute également trois rencontres en novembre face au pays de Galles, l'Écosse et la France. 
En 2014, il commence sa saison internationale par un essai lors d'une victoire face face aux Gallois à Durban, puis deux autres victoires, face aux Gallois et aux Écossais. Il dispute l'intégralité des rencontres du Rugby Championship. En novembre, il concède une défaite en Irlande, puis s'impose face aux Anglais et face à l'Italie et perd face aux Gallois. Il figure parmi les cinq nommés, avec l'Irlandais Jonathan Sexton, son compatriote Willie le Roux, et les Néo-Zélandais Julian Savea et Brodie Retallick, ce dernier étant finalement récompensé.
En 2015, l'entraîneur des Stormers, Allister Coetzee, le désigne capitaine des Stormers pour la saison 2015 de Super 15. Bien que ménagé en raison de son contrat avec la SARFU, la fédération sud-africaine, il dispute onze rencontres et inscrit deux essais.
En juin, il signe un contrat de trois ans en faveur du club français du Rugby club toulonnais.
Bien que victime d'une blessure au cou qui le prive de Rugby Championship, il est retenu dans le groupe de 31 joueurs retenu par Heyneke Meyer pour la coupe du monde.
Lors de la saison 2016-2017, il est désigné capitaine du RCT par le nouveau manager Diego Dominguez à la place du capitaine du XV de France Guilhem Guirado.
Avec l'Afrique du Sud, il remporte la Coupe du monde 2019 et est désigné meilleur joueur de la finale remportée le 2 novembre à Yokohama par son équipe, 32-12 face à l'Angleterre.
Il est à nouveau champion du monde en 2023 et arrête sa carrière quelques jours après ce titre.

## Style de jeu
Considéré comme un des meilleurs au monde à son poste, Duane Vermeulen est réputé pour son jeu très physique voire brutal. Ce joueur surpuissant allie mobilité, technique, et puissance, dont il fait parler sur ses charges dévastatrices et ses plaquages,. Il est également très efficace dans le jeu au sol, récupérant de nombreuses pénalités grâce à ses grattages.

## Palmarès

### En club
- Vainqueur de la Currie Cup en 2007 avec les Free State Cheetahs.

- Finaliste du Super 14 en 2010 avec les Stormers.

- Finaliste de la Currie Cup en 2010 et 2013 avec la Western Province.
- Vainqueur de la Currie Cup en 2012 avec la Western Province.

- Finaliste du Championnat de France en 2016 et 2017 avec le RC Toulon.

- Finaliste de la Pro14 Rainbow Cup en 2021 avec les Bulls.

### En sélection nationale
- Vainqueur de la Coupe du monde en 2019 et en 2023 avec l'Afrique du Sud.
- Vainqueur du Rugby Championship en 2019 avec l'Afrique du Sud.

## Statistiques
Au 19 octobre 2023, Duane Vermeulen compte 76 sélections, dont 71 tant que titulaire, en Afrique du Sud. Il inscrit quinze points, soit trois essais. Il obtient sa première sélection avec les Springboks le 8 septembre 2012 à Perth contre l'Australie.
Il participe à sept éditions du Rugby Championship, en 2012, 2013, 2014, 2019, 2021, 2022 et 2023.
Il participe à trois éditions de la Coupe du monde, en 2015, 2019 et 2023. En 2015 il dispute six rencontres, contre les Samoa, l'Écosse, les États-Unis, le pays de Galles, la Nouvelle-Zélande et l'Argentine. En 2019, il dispute cinq rencontres contre la Nouvelle-Zélande, l'Italie, le Japon, le pays de Galles et l'Angleterre. Et en 2023, il joue six rencontres contre l'Écosse, la Roumanie, les Tonga, la France, l'Angleterre et la Nouvelle-Zélande.